# Chloroclystis aequabilis
Chloroclystis aequabilis är en fjärilsart som beskrevs av Louis Beethoven Prout 1958. Chloroclystis aequabilis ingår i släktet Chloroclystis och familjen mätare. Inga underarter finns listade i Catalogue of Life.